# Белоуха мармозетка
Белоухата мармозетка (Callithrix aurita) е вид бозайник от семейство Остроноктести маймуни (Callitrichidae). Видът е световно застрашен, със статут уязвим.

## Разпространение
Разпространен е в Бразилия (Минас Жерайс, Рио де Жанейро и Сао Пауло).